# Amazonas Motocicletas Especiais
A Amazonas Motocicletas Especiais (AME) foi uma fabricante de motocicletas de nacionalidade brasileira, fundada na década de 1970 por Luiz Antônio Gomide e José Carlos Biston, que criaram um protótipo com mais de 300 kg e com motor de Volkswagen Fusca de 1500 cc a ar.
O primeiro modelo de fábrica foi o AME 1600 Turismo Luxo, sendo a primeira motocicleta do mundo a ter marcha à ré. O modelo possuía dimensões de 2,32 m de comprimento e 1,67 m de entre eixos; sua velocidade máxima em testes era entre 133 km/h e 144 Km/h e seu consumo de 11 km/l na cidade e 16 km/l em estrada.

## História
Com o protecionista brasileiro na época dos governos militares, que incluía a proibição da comercialização de  motocicletas importadas de alta cilindrada, em meados da década de 1970 os mecânicos Luiz Antônio Gomide e José Carlos Biston criaram uma moto utilizando como força motora, um motor de um Volkswagen 1500 refrigerado a ar e o seu chassi foi aproveitado de uma Harley-Davidson, modelo Indian.
Após a divulgação da nova motocicleta e a realização de 100.000 km de testes, a Auto Importadora Ferreira Rodrigues interessou-se na produção em linha do veículo. Um novo protótipo foi desenvolvido, agora utilizando autopeças existentes no mercado nacional, como o painel e comandos elétricos do VW Passat, farol de caminhão Mercedes-Benz, cáliper do freio de Ford Corcel, discos de VW Variant e o câmbio era o do esportivo SP2, além do motor Volkswagen 1600 cc. 
Em 1977, o Instituto de Pesquisas Tecnológicas aprovou o produto e em 1978, começou a produção da “estradeira nacional”, batizada de “Amazonas”. Imediatamente, recebeu o apelido de “Motovolks” por ter, em sua estrutura, muitas peças utilizadas em modelos de carros da Volkswagen Brasil. Além do consumo nacional, as “Amazonas” foram exportadas para outros países, como Alemanha, Estados Unidos, França, Japão e Suíça.
Em 1986, a fábrica foi vendida para o empresário Guilherme Hannud Filho, que continuou a produção até 1988, quando foi encerrado as atividades. Em 1990, os criadores da motocicleta (Gomide e Biston) apresentaram, no Salão do Automóvel de São Paulo, um novo projeto utilizando motor VW 1600. Batizada de Kahena, é uma evolução do produto original, com chassi de aço estampado, transmissão por eixo cardã e suspensão traseira mono braço. Porém, sua produção ocorreu artesanalmente, resumindo-se a apenas algumas unidades e descontinuada no final dos anos 1990.
Em 2010, a empresa retomou as atividades com novos modelos e com a colaboração da empresa Loncin Corporation da China, com sua sede em Manaus.

## Modelos
Antigos
- Motonetas
  - Amazonas AME 110cc (2006–2009)
  - Amazonas AME 125cc (2006–2009)
  - Amazonas AME 150cc (2006–2009)
- Cruisers
  - Amazonas AME 1600 (1978–1988)
  - Amazonas AME 250 (2006–2009)